# Naudedrillia cerea
Naudedrillia cerea é uma espécie de gastrópode do gênero Naudedrillia, pertencente a família Pseudomelatomidae.